# Waverley Abbey
Waverley Abbey är en fornlämning i Storbritannien.   Den ligger i grevskapet Surrey och riksdelen England, i den södra delen av landet, 60 km sydväst om huvudstaden London. Waverley Abbey ligger 65 meter över havet.
Terrängen runt Waverley Abbey är huvudsakligen platt, men söderut är den kuperad. Runt Waverley Abbey är det tätbefolkat, med 343 invånare per kvadratkilometer. Närmaste större samhälle är Farnham, 2,8 km nordväst om Waverley Abbey. I omgivningarna runt Waverley Abbey växer i huvudsak blandskog.